# Rhynchopsitta
Rhynchopsitta là một chi chim trong họ Psittacidae.